# Sara Persson (skådespelare)
Sara Inga-Lill Ulfsdotter Persson, född 2 maj 1976 i Järfälla församling i Stockholms län, är en svensk skådespelare, sångerska och dansare.
Sara Persson är uppvuxen i Jakobsberg. Hon har utbildat sig vid Balettakademin yrkesskola 1996–1999, Kulturama sångutbildning 1999–2001, Moderndans, Studio Harmonic, Paris 2000–2004, 2007, Teaterhögskolan, Stockholm våren 2007 samt Cirkushögskolan 2015.
Hon arbetar som frilansande artist och har medverkat i ett flertal TV-, radio- och teaterproduktioner. Hon har under många år haft olika roller på Astrid Lindgrens värld som skådespelare, improvisatör och sångerska. Hon sysslar också med akrobatik och koreografi. Under sent 2015 var hon aktuell i teaterföreställningen Sune – Kaos i fredagsmyset på Annexet. 2016 och 2018 medverkade hon i teaterföreställningen Ronja Rövardotter på Stockholms stadsteater.

## Filmografi
- 1999 – Där regnbågen slutar
- 2001 – Röd jul
- 2003 – Onyx
- 2013 – Återträffen, regi Anna Odell. Spelar rollen som Sara.

2018 – Uppsalakidnappningen, regi Anders Skog.

## Teater
- 2005–2022 Astrid Lindgrens Värld. I roller som Lovis och Undis i Ronja Rövardotter, Alva i Madicken, Krösa-Maja och Alma i Emil i Lönneberga, Sofia i Bröderna Lejonhjärta med flera
- 2015 Sune – Kaos i fredagsmyset – Gunnel
- 2016 och 2018 Ronja Rövardotter, Stockholms Stadsteater – Skådespelare, dansare och luftakrobat. Och understudy Undis.